# Saxifraga somedana
Saxifraga somedana är en stenbräckeväxtart som beskrevs av J.A. Fernández Prieto, T.E. Díaz González. Saxifraga somedana ingår i Bräckesläktet som ingår i familjen stenbräckeväxter. Inga underarter finns listade i Catalogue of Life.